# 39549 Casals
39549 Casals este un asteroid din centura principală de asteroizi.

## Descriere
39549 Casals este un asteroid din centura principală de asteroizi. A fost descoperit pe 27 februarie 1992 la Tautenburg de Freimut Börngen. El prezintă o orbită caracterizată de o semiaxă mare de 2,78 ua, o excentricitate de 0,13 și o înclinație de 9,7° în raport cu ecliptica.